# نرجس شائع
النرجس الشائع أو العَبْهَر نوع نباتي يتبع جنس النرجس من الفصيلة النرجسية. ينمو النبات من بصلة شتوية مبكرة معمرة.

## الموئل والانتشار
يعد النرجس الشائع متوطنًا في كافة أنحاء حوض البحر الأبيض المتوسط من المشرق العربي ووادي النيل والمغرب العربي إلى إسبانيا والبرتغال وفرنسا وإيطاليا والبلقان واليونان وتركيا والسعودية.